# Коточиги
Коточи́ги (рос. Коточиги) — село у складі Вікуловського району Тюменської області, Росія.
Населення — 532 особи (2010, 702 у 2002).
Національний склад станом на 2002 рік:
- росіяни — 91 %